# Avalon (mitologia)
Avalon – celtycki raj lub kraina zmarłych (wyspa na mitycznym Oceanie Zachodnim), zwana inaczej Ziemią Kobiet, Wyspą Jabłek lub Wyspą Jabłoni. Trwa tam nieustanna wiosna, panuje nienaruszalny pokój, choroby nie mają dostępu do jej brzegów, a ziemia jest tak urodzajna, że szczęśliwcy, którzy dotarli do Avalonu, nie muszą troszczyć się o jej uprawianie, gdyż sama dostarcza wszystkich potrzebnych warzyw i owoców. Ci, którzy zasłużyli na pośmiertny żywot wieczny, przebywają tam, zażywając rozkoszy stołu i łoża.
Legenda mówi, że właścicielkami wyspy są piękne kobiety, czarodziejki, które oczekują na przybycie wielkich bohaterów. Dlatego Avalon często zwany jest także wyspą kobiet. Władczynią jest wieszczka, potrafiąca przepowiadać przyszłość, natomiast jej mąż jest strażnikiem, poruszającym się po morzu rydwanem, zaprzęgniętym w potwory morskie. Jednym z niewielu śmiertelników, którym udało się odnaleźć mityczną wyspę, jest według mitologii celtyckiej żeglarz Bran, któremu ukazała się wiedźma z gałązką jabłoni w ręku. Dała Branowi wskazówki, jak dostać się na wyspę.
Według legend, król Artur został pochowany (lub nadal żyje) właśnie w Avalonie. Jest to ponoć również miejsce ukrycia Świętego Graala. Z tych powodów, od setek lat trwają poszukiwania Wyspy Jabłek. Utożsamiano ją między innymi z Gotlandią, Mont Saint-Michel i Glastonbury. Obecnie nazwą tą określa się wyspę Man u zachodnich wybrzeży Walii. Jej celtycka nazwa to Ellan Vannin.